# Sangamon (Schiff, 1940)

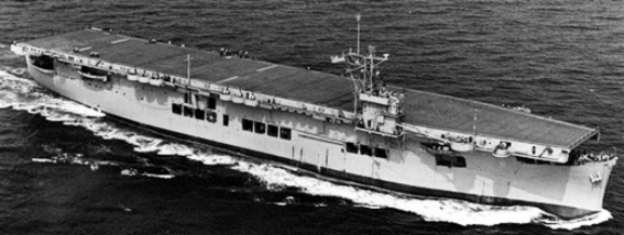
USS Sangamon nach Umbau als Geleitträger

Die USS Sangamon war ein Geleitflugzeugträger der US Navy im Zweiten Weltkrieg. Als Namensgeber stand ein Fluss im US-Bundesstaat Illinois Pate.
Auf Kiel wurde sie gelegt als ziviler Tanker Esso Trenton. Am 22. Oktober 1940 wurde das Schiff von der US-Marine zur Verwendung als Flottentanker aufgekauft und dann umbenannt in USS Sangamon (AO-28).
Am 15. Juli 1943 wurde sie nach mehreren Umklassifizierungen schließlich zum Geleitflugzeugträger mit der Kennung CVE-26 bestimmt. Am 11. Februar 1948 wurde das Schiff ausgemustert und an ein ziviles Unternehmen verkauft.
Siehe auch: Liste historischer Flugzeugträger